# Galacturonsäure
Galacturonsäure, kurz GalA, ist eine organisch-chemische Verbindung aus der Gruppe der Uronsäuren. Sie kommt natürlicherweise in Form der D-Galacturonsäure insb. als Hauptbestandteil von Pektinen (was zuerst 1924 von K. Smolenski vermutet wurde) vor und gehört zu den Ballaststoffen. Formal kann die D-Galacturonsäure als eine oxidierte Form der D-Galactose aufgefasst werden. Salze der Galacturonsäure werden als Galacturonate bezeichnet.

α-D-Galacturonsäure in Haworth-Schreibweise
β-D-Galacturonsäure in Haworth-Schreibweise